# Gilli Sørensen
Gilli Rólantsson Sørensen (ur. 11 sierpnia 1992 w Tvøroyri na Wyspach Owczych) – farerski piłkarz występujący na pozycji skrzydłowego pomocnika, zawodnik norweskiego klubu SK Brann oraz reprezentacji Wysp Owczych.

## Życiorys

### Kariera klubowa
Sørensen grał w kadrze U-21 szkockiego klubu Aberdeen do marca 2009 roku. Powrócił wówczas na Wyspy Owcze, by rozpocząć grę w rodzinnym, drugoligowym klubie TB Tvøroyri. Zadebiutował w jego barwach 28 marca w meczu Pucharu Wysp Owczych 2009 przeciwko NÍF Nólsoy, który jego drużyna wygrała 6:0, a Gilli zapisał się na liście strzelców dwukrotnie, w trzydziestej i osiemdziesiątej drugiej minucie. Łącznie zdobył dwanaście bramek dla swojej drużyny i wystąpił w dwudziestu dwóch spotkaniach. Jego klub zajął trzecie miejsce w tabeli 1. deild 2009.
W październiku 2009 roku Sørensen ponownie podpisał kontrakt z Aberdeen, gdzie występował w składzie młodzieżowym. W połowie roku 2011 powrócił do TB Tvøroyri. W pierwszym sezonie rozegrał jedenaście spotkań dla pierwszego składu i strzelił cztery bramki. Klub znalazł się na drugim miejscu 1. deild 2011, co dało mu awans do wyższego poziomu rozgrywek. Sørensen w kolejny sezonie wystąpił w dwudziestu pięciu meczach i strzelił sześć bramek. Jego drużyna znalazła się na ósmym miejscu w tabeli Effodeildin 2012, unikając spadku jedynie dzięki większej liczbie zdobytych bramek względem dziewiątego B68 Toftir.
24 grudnia 2012 roku zawodnik podpisał kontrakt z klubem B36 Tórshavn, w którym spędził kolejny sezon. Zadebiutował 10 marca 2013 roku w zremisowanym 1:1 meczu przeciwko HB Tórshavn. Następnie zagrał jeszcze w dwudziestu pięciu meczach i zdobył dwie bramki, z których pierwszą strzelił 15 marca w spotkaniu przeciwko Víkingurowi Gøta (4:0). Występował także w drugim składzie. Jego klub zajął trzecie miejsce w tabeli ligowej.
W listopadzie 2013 roku Sørensen związał się kontraktem z duńskim, pierwszoligowym klubem Aalborg BK. Zadebiutował w siedemdziesiątej minucie pucharowego spotkania przeciwko AC Horsens, wygranego przez jego klub 2:1. Był to jego jedyny mecz w pierwszym składzie w sezonie 2013/14. Jego klub zdobył wówczas mistrzostwo Danii oraz puchar tego kraju. W kolejnych dwóch sezonach wystąpił w dwudziestu dwóch spotkaniach, nie zdobywając żadnej bramki. W obu jego klub zajął piąte miejsce w ligowej tabeli. Sørensen zagrał także w trzech spotkaniach w sezonie 2016/17.
W sierpniu 2016 roku niedługo przed zamknięciem okna transferowego Gilli Sørensen podpisał kontrakt z norweskim pierwszoligowym klubem SK Brann. W nowym klubie zadebiutował 21 sierpnia w zremisowanym 1:1 meczu przeciwko Rosenborgowi BK, w którym zagrał od pierwszej do sześćdziesiątej szóstej minuty. Pierwszego gola dla SK Brann zdobył 6 listopada w meczu przeciwko Sarpsborg 08 (2:1). Dotychczas wystąpił w siedmiu meczach i strzelił jedną bramkę.

### Kariera reprezentacyjna
25 października 2007 roku Sørensen zadebiutował w składzie reprezentacji Wysp Owczych U-17 w przegranym 0:8 meczu przeciwko Niemcom. Zagrał w niej następnie jeszcze dziewięć spotkań i strzelił dwie bramki, pierwszą w spotkaniu ze Szwecją, zakończonym rezultatem 2:5. Od meczu z Grecją (0:2) 6 października 2009 roku występował w kadrze U-19. Wystąpił w niej łącznie sześć razy i strzelił dwie bramki, pierwsza w zremisowanym 2:2 spotkaniu z Chorwacją 7 października 2010. Grał także w reprezentacji U-21, debiutując 7 października 2011 w meczu przeciwko Danii (0:4). Łącznie wystąpił dla młodzieżowej kadry jedenaście razy i zdobył jedną bramkę w meczu z Irlandią, zakończonym rezultatem 1:4. W reprezentacji U-21 pełnił funkcję kapitana.
Choć powoływano go już rok wcześniej, po raz pierwszy zagrał w reprezentacji Wysp Owczych 21 lutego 2013 roku w przegranym 0:2 spotkaniu przeciwko Tajlandii. Dotychczas wystąpił w kadrze czternaście razy, nie zdobywając żadnego gola.

## Sukcesy

### Klubowe
Aalborg BK
- Mistrzostwo Danii (1x): 2013/14
- Puchar Danii (1x): 2013/14